# Lenské sloupy
Přírodní park Lenské sloupy (rusky Природный парк «Ленские столбы», jakutsky Өлүөнэ очуостара) je přírodní park v Changalasském ulusu republiky Sacha v Ruské federaci. Přírodní park o rozloze 485 000 ha byl vyhlášen na základě dekretu prezidenta Republiky Sacha č. 837 ze dne 16. 8. 1994 ve znění vyhlášky vlády Republiky Sacha z 10. 2. 1995. Chráněné území se skládá ze dvou částí – "Stolby" ("Столбы") a "Sinskij" ("Синский"). Pod názvem Природный парк «Ленские столбы» (v anglické verzi Lena Pillars Nature Park) byl přírodní park zapsán v roce 2012 na seznam Světového dědictví UNESCO.

## Geografie a geologie
Část Přírodního parku Lenské sloupy se nachází na pravém břehu řeky Leny, 104 kilometrů od města Pokrovska. Tvoří jej vertikální skalní věže, táhnoucí se v délce asi 23 kilometrů podél břehu řeky Leny. Výška skal od hladiny řeky dosahuje až 220 metrů.
Původ hornin, které jsou základem těchto skalních tvarů, je v kambriu, nejstarší periodě prvohor před cca 560–540 milióny let. Tvary skal z kambrických vápenců se však vyvinuly mnohem později – před cca 400 000 lety, přičemž vznik tohoto skalního reliéfu způsobil výzdvih tzv. Sibiřské platformy a geologické zlomy společně s procesy eroze a zvětrávání.